# Patronatsrätt
Patronatsrätt, (latin: ius patronatus) innebär en rätt för privatperson (patronus) att tillsätta präster och ibland andra församlingstjänster i en patronatskyrka. Ett tidigare, liknande system benämndes egenkyrka.

## Historia
Under tidig medeltid var det vanligt att lekmän eller grupper av lekmän ägde kyrkor och därför i hög grad kunde bestämma över dem. Större gårdar hade sin egen kyrka, och de flesta kyrkor var därför privatkyrkor som även kunde generera inkomst till sin ägare. I stora delar av Europa och i England var det dessa av stormän privatägda kyrkor som lade basen till hur landet indelades i kyrkliga socknar; de privatägda kyrkorna, egenkyrkorna, utgjorde kyrkans bas. I Norden ägdes egenkyrkorna ofta av traktens bönder tillsammans.
Från 1000-talets mitt blev kyrkans styre i Rom allt mindre förtjust i dessa egenkyrkor, där de lekmän som ägde dem kunde bestämma alldeles för mycket. Omkring år 1200 nådde man en kompromiss genom att man konstruerade den kyrkojuridiska patronatsrätten, som reducerade kyrkoägarens rättigheter. Reformen gjorde prästerna tydligare knutna till sin biskop, och genom denne till Rom. Fortfarande var det dock kyrkoägarens, patronus, skyldighet att hålla kyrkan i skick.

## Patronatsrätt i Sverige, under tidigmodern och modern tid
De patronatsrätter som fanns kvar på 1600-talet gällde vanligen en adlig ägare till en sätesgård inom församlingen som åtagit sig ekonomiska förpliktelser för kyrkobyggnaden, prästgården eller annan kyrklig egendom. Pastorat som tillsattes på detta sätt kallades patronella pastorat.
Enligt 1612 och 1617 års svenska adelsprivilegier hade ridderskapet och adeln patronatsrätt i sin kyrka och alltså befogenhet att tillsätta kyrkoherde. Denna rätt begränsades dock kraftigt av 1686 års kyrkolag. Istället skulle patronatsrätt grundas på ekonomiska uppoffringar av patronus eller dess förfäder för sockenkyrka eller prästgård. Många patronella pastorat drogs in under reduktionen. Betydligt vanligare var konsistoriella och regala pastorat. 1810 öppnades patronatsrätten upp åt ofrälse och bolag.
I takt med näringsväsendets modernisering övergick flera fall av den till jordägande knutna patronatsrätten till aktiebolag (totalt 15 stycken). Patronatsrätten började framstå som alltmer orimlig och förlegad. Genom 1910 års lag om prästval uppmjukades patronatsrätten och slutligen avskaffades den helt i Sverige den 1 januari 1922, enligt lagen av den 3 juni 1921. Vid avskaffandet fanns det ett 80-tal patronatsrättigheter i Sverige.
I vissa pastorat, kallade alternativt patronella pastorat, utövades patronatsrätten växelvis av en patronus och genom prästval (alternativt patronellt-konsistoriella pastorat) eller växelvis av patronus och genom Kungl. Maj:ts utnämning (alternativt patronellt-regala pastorat). Det kunde uppstå när ett pastorat hade sammanslagits med ett annat pastorat. Patronatsrätten kunde också delas mellan olika innehavare på grund av liknande omständigheter.
Även andra prästtjänster, såsom en tjänst som komminister i en församling inom ett större pastorat, kunde höra till de tjänster som tillsattes genom patronatsrätt. Ett exempel på det var Nedre Ulleruds socken, som tillhörde Stora Kils pastorat under 1800-talet fram till i början av 1900-talet. Där utsågs församlingens komminister av ägaren till Katrineberg inom socknen. Så var det i princip ända fram till 1927, då församlingen blev ett eget pastorat och den siste komministern slutade på sin post. De sista 50 åren hade denna rätt utövats av Mölnbackabolaget, som då var ägare. Stora Kils pastorat i sig var ett prebendepastorat åt biskopen i Karlstad.

## Patronatsrätt på universitet
En alltjämt kvarlevande patronatsrätt innehas av huvudmannen av den fjärde grenen  av grevliga ätten Mörner af Morlanda, som är patronus för den Skytteanska professuren i vältalighet och statskunskap vid Uppsala universitet. Denne äger alltså rätt att, efter samråd med universitetet, utnämna innehavaren av professuren.